# Hanne Haller
Pour les articles homonymes, voir Haller.
Hanne Haller, née Hannelore Haller le 14 janvier 1950 à Rendsburg; morte le 15 novembre 2005 à Tegernsee était une chanteuse de schlager allemande. Elle écrivit aussi des chansons.
Hanne Haller a été en couple avec Ramona Leiss.

## Discographie
- 1979 : Deckel auf Deckel zu
- 1979 : Goodbye, Chérie
- 1980 : Ich warte hier unten
- 1980 : Samstagabend (extrait de l'album Na und)
- 1981 : Geh nicht
- 1981 : Weil du ein zärtlicher Mann bist
- 1983 : Engel fallen nicht vom Himmel
- 1985 : Der Sandmann
- 1985 : Zeit für ein bisschen Zärtlichkeit
- 1985 : Ich hab' Dich unheimlich lieb
- 1986 : Starke Frauen weinen heimlich
- 1987 : Ein Wahnsinns Love Story
- 1987 : Hallo, lieber Gott
- 1989 : Mein lieber Mann
- 1990 : Bratkartoffeln mit Spiegelei
- 1991 : Willkommen im Leben
- 1992 : Schatz, ich will ja nicht meckern
- 2003 : Vater unser
- 2004 : Und hättest du die Liebe nicht